# 1920年民主党全国大会
1920年民主党全国大会 (1920 Democratic National Convention) は、1920年6月28日から7月6日にかけてカリフォルニア州サンフランシスコの市民会館で開催された。この大会は、大統領候補としてオハイオ州のジェイムズ・コックス知事を、副大統領候補としてニューヨーク州のフランクリン・ローズヴェルト海軍次官補を指名した。
元国務長官で3たび候補者となったウィリアム・ジェニングス・ブライアンは、民主党の指名獲得を目指して争ったが、必要とされる3分の2以上の得票を達成できなかった。同時にこの大会は、財務長官ウィリアム・マカドゥーと司法長官ミッチェル・パーマーについて考慮した結果、両者の指名を拒絶した。44回目の投票で、オハイオ州のジェイムズ・コックス知事が、大統領候補者に指名された。
同大会で採択された政策綱領は、国際連盟と女性参政権を支持した。